# Chrysopa nigra
Chrysopa nigra is een insect uit de familie van de gaasvliegen (Chrysopidae), die tot de orde netvleugeligen (Neuroptera) behoort. 
Chrysopa nigra is voor het eerst wetenschappelijk beschreven door Okamoto in 1919.